# Tyemnyikov
Tyemnyikov (oroszul: Темников) város Oroszországban, Mordvinföldön, a Tyemnyikovi járás székhelye.  	
Lakossága: 7243 fő (a 2010. évi népszámláláskor).

## Elhelyezkedése
Mordvinföld északnyugati részén, Szaranszktól 158 km-re (vagy 168 km-re?), a Moksa (az Oka mellékfolyója) jobb partján terül el. A legközelebbi vasútállomás a 71 km-re délre lévő Torbejevo, a Rjazany–Ruzajevka–Szaranszk vasútvonalon.
Neve egy verzió szerint a türk tyemnyik (темник) szóból ered ('az Arany Hordában 10 ezer főnyi sereg, a tyma vezére, egy terület ura'); egy másik elképzelés szerint a név a sűrű, sötét erdőre utal (az orosz „tyomnij” szó jelentése 'sötét'). 

## Története
Írott források először a 14. század végén említik. A folyó bal partján, a mai Sztarij Gorod nevű település helyén emelt erődöt 1536-ban a folyón 8 km-rel följebb, a túlsó partra költöztették. A Kaszimovi cárság (kánság?) része volt. (Egyes kutatók azonban feltételezik, hogy a 16. században viszonylag önálló fejedelemség székhelye volt az orosz államon belül.) 1614-ben a nogaj tatárok 20 ezer fős hada végigpusztította a tyemnyikovi földeket. 
1708-ban a Kazanyi kormányzóságba, 1719-ben az Azovi kormányzóságba sorolták. 1779-ben ujezd székhelye lett és városi rangot kapott, a század végétől a Tambovi kormányzósághoz tartozott. Az 1781-ben jóváhagyott címerében látható sűrű erdő a település természeti környezetére utal. 
A szovjet időszakban, 1923-ban átsorolták a Penzai kormányzósághoz. 1928-ban a Tyemnyikovi járás székhelye, 1930-ban a Mordvin Autonóm Körzet (1934-től Mordvin ASZSZK) része lett. A járás területén az 1930-as években a Gulaghoz tartozó táborrendszert alakítottak ki. Több helységében napjainkban is büntetőintézetek működnek.

## A környék nevezetességei
Tyemnyikov közelében, a Moksa és jobb oldali mellékfolyója, a Szatisz közén 1935-ben kb. 32 000 hektárnyi természetvédelmi területet létesítettek. A várostól néhány kilométerre, a folyó partján áll az 1659-ben alapított Szanakszari-kolostor barokk stílusú épületegyüttese. Temetőjében van Fjodor Usakov admirális nyughelye.

## Múzeuma
Első múzeumát 1901-ben alapították a nemesi gyűlés kezdeményezésére. 1956-ban bezárták, gyűjteményeit átszállították a szaranszki (központi) helytörténeti múzeumba. Tíz évvel később újabb múzeum szervezése kezdődött, mely hivatalosan 1968-ban mint a központi helytörténeti múzeum fiókintézménye alakult meg és felvette F. F. Usakov nevét.